# Lista de prêmios e indicações recebidos por Beyoncé
A lista abaixo apresenta os prêmios e indicações recebidos por Beyoncé, uma cantora, compositora e atriz norte-americana. Em 2003 Beyoncé lançou o seu primeiro álbum de estúdio em carreira solo, Dangerously in Love, em 2004 o álbum foi premiado no Soul Train Music Awards na categoria Best R&B/Soul Album - Female. No mesmo ano Beyoncé venceu cinco das seis categorias que estava concorrendo no Grammy Awards. Algumas músicas do seu primeiro álbum se destacaram em algumas premiações como no MTV Video Music Awards de 2003, onde o videoclipe da música "Crazy in Love" venceu três categorias. No ano seguinte, o clipe da música "Naughty Girl" foi premiado no MTV Video Music Awards de 2004. A música "He Still Loves Me" que foi gravada para a trilha sonora do filme The Fighting Temptations, foi premiada no Black Reel Awards de 2004.
Em 2006, o dueto feito com Stevie Wonder na música "So Amazing" lhe rendeu 6 Grammys Awards na categoria Best R&B Performance by a Duo or Group with Vocal, sua versão cover da música "Wishing on a Star" também recebeu uma indicação ao prêmio, mas não venceu a categoria em que estava concorrendo. Ainda no mesmo ano Beyoncé ganhou três MOBO Awards, um Video Music Awards e um World Music Awards. Ela lançou seu segundo álbum de estúdio B'Day, em 2007 o álbum foi premiado com um Grammy Awards e um Premios Oye. A música "Irreplaceable" venceu a categoria Favorite Song no Nickelodeon Kids' Choice Awards e a categoria Best R&B/Soul Single - Female no Soul Train Music Awards. O videoclipe de "Irreplaceable" também foi premiado no BET Awards na categoria Video of The Year. No mesmo ano, Beyoncé foi premiada no Broadcast Film Critics Association Awards pelo seu desempenho na música "Listen" gravada para o filme Dreamgirls.
Em 2008 Beyoncé recebeu um prêmio no Black Reel Awards por sua performance no filme Cadillac Records. No mesmo ano, Beyoncé lançou seu terceiro álbum de estúdio I Am... Sasha Fierce. A música "Single Ladies (Put A Ring On It)" se destacou em algumas premiações musicais como o BET Awards, MTV Europe Music Awards e o MTV Video Music Awards de 2009, onde o videoclipe da música recebeu nove indicações ao prêmio. Em 2010 Beyoncé se tornou a artista feminina que mais foi premiada em apenas uma edição do Grammy Awards, por vencer seis das dez categorias em que estava concorrendo. Ainda no mesmo ano o videoclipe da música "Video Phone" venceu a categoria Video of the Year no BET Awards. No NRJ Music Awards ela e o ator Robbie Williams receberam o prêmio NRJ Award of Honor. Sua parceria com Lady Gaga na música "Telephone" foi premiada na categoria Best Collaboration no MTV Video Music Awards de 2010.
Em 2011, o perfume Heat foi premiado no Cosmetic Norwegian Award e no Dutch Drugstore Award.
No Grammy Awards 2013, a música "Love on Top", presente no álbum 4, rendeu a ela um Grammy na categoria "Best Traditional R&B Performance".
O videoclipe da música "Run the World (Girls)" vence a categoria Best Choreography no MTV Video Music Awards de 2011.
Em 2019 Beyoncé lança um álbum com sua marido(Jay z)nomeado"Everything Is Love" e ganhador do grammy na categoria Melhor Álbum Urban Contemporâneo.

## Prêmios de filme

### Academy Awards
O Oscars, oficialmente chamado de Prêmios da Academia (Academy Awards), é uma cerimônia anual da Academia de Artes e Ciências Cinematográficas, fundado em Los Angeles em 1927, que premia anualmente os profissionais da indústria cinematográfica. 
| Ano  | Nomeação                        | Categoria     | Resultado |
| ---- | ------------------------------- | ------------- | --------- |
| 2022 | "Be Alive" (Para: King Richard) | Original Song | Indicação |

### African-American Film Critics Association
O African-American Film Critics Association (AAFCA) é o maior grupo mundial de críticos negros de cinema que anualmente concede vários prêmios em cinema e televisão. 
| Ano  | Nomeação | Categoria                      | Resultado |
| ---- | -------- | ------------------------------ | --------- |
| 2016 | Lemonade | Best TV Special/Limited Series | Indicação |

### ASCAP: Film Awards
O ASCAP Film & TV Awards é um prêmio dado desde 1986 para premiar os compositores, letristas e editores das músicas mais tocadas na televisão e em filmes.
| Ano  | Nomeação                                   | Categoria                                | Resultado |
| ---- | ------------------------------------------ | ---------------------------------------- | --------- |
| 2002 | "Independent Women" Para: Charlie's Angels | Most Performed Songs from Motion Picture | Venceu    |

### BET Comedy Awards
O BET Comedy Awards é uma premiação realizada desde 2004 pela Black Entertainment Television, para premiar os afro-americanos do cinema.
| Ano  | Nomeação                 | Categoria                                      | Resultado |
| ---- | ------------------------ | ---------------------------------------------- | --------- |
| 2004 | The Fighting Temptations | Outstanding Lead Actress in a Box Office Movie | Indicação |

### BET Movie Awards
O BET Awards é uma premiação musical realizada desde 2001 pela Black Entertainment Television, para premiar os afro-americanos da música, cinema, esporte entre ouras categorias. A cerimônia acontece anualmente e é transmitida ao vivo pelo canal de televisão BET.
| Ano  | Nomeação                  | Categoria           | Resultado |
| ---- | ------------------------- | ------------------- | --------- |
| 2004 | The Fighting Temptations  | Best Female Actress | Indicação |
| 2009 | Cadillac Records Obsessed | Best Female Actress | Indicação |

### Black Reel Awards
O Black Reel Awards é uma cerimônia que acontece anualmente desde 2000, essa cerimônia foi feita para reconhecer e celebrar as conquistas dos afro-americanos na televisão e em filmes.
| Ano  | Nomeação                                           | Categoria                                     | Resultado |
| ---- | -------------------------------------------------- | --------------------------------------------- | --------- |
| 2001 | "Independent Women" Para: Charlie's Angels         | Best Song                                     | Indicação |
| 2003 | Austin Powers in Goldmember                        | Best Breakthrough Performance                 | Indicação |
| 2003 | "Work It Out" Para: Austin Powers in Goldmember    | Best Song                                     | Indicação |
| 2004 | The Fighting Temptations                           | Best Actress                                  | Indicação |
| 2004 | "He Still Loves Me" Para: The Fighting Temptations | Best Song                                     | Venceu    |
| 2007 | Dreamgirls                                         | Best Actress                                  | Indicação |
| 2007 | "Listen" Para: Dreamgirls                          | Best Original or Adapted Song                 | Indicação |
| 2008 | Cadillac Records                                   | Best Ensemble                                 | Venceu    |
| 2015 | Beyonce & Jay Z: On The Run (especial para HBO)    | Outstanding Television Documentary or Special | Indicado  |
| 2016 | My Dilemma                                         | Song Of the Decade                            |           |

### Broadcast Film Critics Association Awards
O Broadcast Film Critics Association Awards ou (BFCA) é um prêmio realizado anualmente por críticos de cinema para homenagear  as melhores realizações do cinema.
| Ano  | Nomeação                                  | Categoria                | Resultado |
| ---- | ----------------------------------------- | ------------------------ | --------- |
| 2007 | "Listen" Para: Dreamgirls                 | Best Song                | Venceu    |
| 2007 | Dreamgirls: Music from the Motion Picture | Best Original Soundtrack | Venceu    |

### Golden Globe Awards
O Golden Globe Awards é um prêmio entregue anualmente para os melhores profissionais do cinema e da televisão dos Estados Unidos.
| Ano  | Nomeação                                    | Categoria                                       | Resultado |
| ---- | ------------------------------------------- | ----------------------------------------------- | --------- |
| 2007 | Dreamgirls                                  | Best Actress – Motion Picture Musical or Comedy | Indicado  |
| 2007 | "Listen" Para: Dreamgirls                   | Best Original Song                              | Indicação |
| 2009 | "Once In a Lifetime" Para: Cadillac Records | Best Original Song                              | Indicação |

### MTV Movie Awards
O MTV Movie Awards é um programa de entrega de prêmios de filmes apresentado anualmente pela MTV.
| Ano  | Nomeação                    | Categoria                       | Resultado |
| ---- | --------------------------- | ------------------------------- | --------- |
| 2003 | Austin Powers in Goldmember | Breakthrough Female Performance | Indicação |
| 2006 | The Pink Panther            | Sexiest Performance             | Indicação |
| 2007 | Dreamgirls                  | Best Performance                | Indicação |
| 2010 | Obsessed                    | Best Fight                      | Venceu    |

### NAACP Image Awards: Motion Picture
O NAACP Image Awards é um prêmio de cinema norte-americano realizado anualmente desde 1970 pela NAACP para premiar as pessoas negras mais influentes do cinema, televisão e música do ano.
| Ano  | Nomeação                 | Categoria                               | Resultado |
| ---- | ------------------------ | --------------------------------------- | --------- |
| 2004 | The Fighting Temptations | Outstanding Actress in a Motion Picture | Indicado  |
| 2007 | Dreamgirls               | Outstanding Actress in a Motion Picture | Indicado  |
| 2009 | Cadillac Records         | Outstanding Actress in a Motion Picture | Indicado  |
| 2009 | Cadillac Records         | Outstanding Motion Picture              | Indicação |

### Nickelodeon Kids' Choice Awards: Movie
O Nickelodeon Kids' Choice Awards também conhecido como KCAs é uma prêmiação anual que acontece entre os meses de Março e Abril, para homenagear os artistas da música, televisão e cinema.
| Ano  | Nomeação                    | Categoria                   | Resultado |
| ---- | --------------------------- | --------------------------- | --------- |
| 2003 | Austin Powers in Goldmember | Favorite Female Butt Kicker | Indicação |

### NRJ Ciné Awards
| Ano  | Nomeação                  | Categoria           | Resultado |
| ---- | ------------------------- | ------------------- | --------- |
| 2007 | "Listen" Para: Dreamgirls | Best Song in a Film | Indicado  |

### Satellite Awards
O Satellite Awards são prêmios entregues anualmente pela International Press Academy, que homenageiam os destaques da indústria cinematográfica.
| Ano  | Nomeação                                          | Categoria                                                    | Resultado |
| ---- | ------------------------------------------------- | ------------------------------------------------------------ | --------- |
| 2003 | "Work It Out" (para: Austin Powers in Goldmember) | Best Original Song                                           | Indicação |
| 2006 | Dreamgirls                                        | Best Actress in a Motion Picture, Comedy or Music            | Indicação |
| 2006 | "Listen" Para: Dreamgirls                         | Best Original Song                                           | Indicação |
| 2008 | Cadillac Records                                  | Best Performance by a Supporting Actress in a Motion Picture | Indicação |

### Screen Actors Guild Awards
O Screen Actors Guild Awards é um prêmio anual promovido pela Screen Actors Guild, para premiar os destaques do cinema e televisão.
| Ano  | Nomeação   | Categoria                            | Resultado |
| ---- | ---------- | ------------------------------------ | --------- |
| 2007 | Dreamgirls | Outstanding Cast in a Motion Picture | Indicação |

### Teen Choice Awards: Movie
O Teen Choice Awards é uma cerimônia anual feita pela FOX, desde 1999. O programa homenageia as maiores realizações do ano nas áreas da música, cinema, desporto e televisão.
| Ano  | Nomeação                    | Categoria                           | Resultado |
| ---- | --------------------------- | ----------------------------------- | --------- |
| 2003 | Austin Powers in Goldmember | Choice Movie Breakout Star - Female | Indicação |
| 2007 | Dreamgirls                  | Choice Movie: Liplock               | Indicação |
| 2009 | Obsessed                    | Choice Movie Actress: Drama         | Indicação |
| 2009 | Obsessed                    | Choice Movie Rumble                 | Indicação |

## Prêmios de jornalismo
Abaixo estão as nomeações e os prêmios recebidos por Beyoncé nas cerimonias sobre jornalismo.

### New York Association of Black Journalists
| Ano  | Nomeação                                   | Categoria     | Resultado |
| ---- | ------------------------------------------ | ------------- | --------- |
| 2012 | "Eat, Play, Love" (para a revista Essence) | Writing award | Venceu    |

## Prêmios de música
Abaixo estão as nomeações e os prêmios recebidos por Beyoncé nas cerimônias de música. 

### 4Music Video Honours
Extinta premiação britânica do canal de TV 4Music.
| Ano  | Nomeação                 | Categoria                    | Resultado |
| ---- | ------------------------ | ---------------------------- | --------- |
| 2009 | Beyoncé Knowles          | The World's Greatest Popstar | Venceu    |
| 2011 | "Best Thing I Never Had" | Best Video                   | Indicado  |
| 2011 | "Run The World (Girls)"  | Best Video                   | Indicado  |
| 2013 | Beyoncé Knowles          | Style King/Queen             | Venceu    |

### AICP Post Awards
O AICP (Association of Independent Commercial Producers) reconhece trabalhos e técnicas de edição, áudio, design, efeitos visuais e pós-produção que se destacaram anualmente. O AICP Post Awards faz parte do conjunto de competições do AICP Awards, que também inclui The AICP Show: The Art & Technique of the American Commercial e o AICP Next Awards. Em 2018, o AICP fundiu-se com a Association of Independent Creative Editors (AICE).
| Ano  | Nomeação                                                    | Categoria                 | Resultado |
| ---- | ----------------------------------------------------------- | ------------------------- | --------- |
| 2014 | "Mine" (Com: Drake)                                         | Music Video               | Indicado  |
| 2016 | ”Formation"                                                 | Music Video               | Venceu    |
| 2017 | "Hold Up"                                                   | Color Grading Music Video | Indicado  |
| 2019 | "Apeshit" (The Carters)                                     | Color Grading Music Video | Venceu    |
| 2021 | "Brown Skin Girl" (com Saint Jhn, Wizkid e Blue Ivy Carter) | Color Grading Music Video | Venceu    |

### Africa Entertainment Awards USA
O African Entertainment Awards USA (também conhecido como AEAUSA) é um evento anual para homenagear a excelência africana e seus pioneiros, principalmente no ramo da música.
| Ano  | Nomeação                                   | Categoria         | Resultado |
| ---- | ------------------------------------------ | ----------------- | --------- |
| 2020 | "Already" (Com: Shatta Wale e Major Lazer) | Best Colaboration | Venceu    |
| 2020 | "Already" (Com: Shatta Wale e Major Lazer) | Song of the Year  | Indicado  |

### American Music Awards
O American Music Awards é uma cerimônia anual de entrega de prêmios, criada por Dick Clark em 1973.
| Ano  | Nomeação                                  | Categoria                             | Resultado | Ref    |
| ---- | ----------------------------------------- | ------------------------------------- | --------- | ------ |
| 2003 | Beyoncé                                   | Artista Feminina de Soul/R&B Favorita | Indicado  | [ 35 ] |
| 2003 | Beyoncé                                   | Prêmio Escolha dos Fãs                | Indicado  | [ 35 ] |
| 2003 | Dangerously in Love                       | Álbum de Soul/R&B Favorito            | Indicado  | [ 35 ] |
| 2004 | Beyoncé                                   | Artista Feminina de Soul/R&B Favorita | Indicado  | [ 36 ] |
| 2006 | Beyoncé                                   | Artista do Ano                        | Indicado  | [ 37 ] |
| 2007 | Beyoncé                                   | Prêmio Artista Internacional          | Venceu    | [ 38 ] |
| 2007 | Beyoncé                                   | Artista Feminina de Pop/Rock Favorita | Indicado  | [ 38 ] |
| 2007 | Beyoncé                                   | Artista Feminina de Soul/R&B Favorita | Indicado  | [ 38 ] |
| 2007 | B'Day                                     | Álbum de Soul/R&B Favorito            | Indicado  | [ 38 ] |
| 2007 | Dreamgirls: Music from the Motion Picture | Trilha Sonora Favorita                | Indicado  | [ 38 ] |
| 2009 | Beyoncé                                   | Artista Feminina de Pop/Rock Favorita | Indicado  | [ 39 ] |
| 2009 | Beyoncé                                   | Artista Feminina de Soul/R&B Favorita | Venceu    | [ 39 ] |
| 2009 | I Am... Sasha Fierce                      | Álbum de Soul/R&B Favorita            | Indicado  | [ 39 ] |
| 2011 | Beyoncé                                   | Artista Feminina de Soul/R&B Favorita | Venceu    | [ 40 ] |
| 2011 | 4                                         | Álbum de Soul/R&B Favorito            | Indicado  | [ 40 ] |
| 2012 | Beyoncé                                   | Artista Feminina de Soul/R&B Favorita | Venceu    | [ 41 ] |
| 2014 | Beyoncé                                   | Artista do Ano                        | Indicado  | [ 42 ] |
| 2014 | Beyoncé                                   | Artista Feminina de Soul/R&B Favorita | Venceu    | [ 42 ] |
| 2014 | Beyoncé                                   | Álbum de Soul/R&B Favorito            | Venceu    | [ 42 ] |
| 2015 | Beyoncé                                   | Artista Feminina de Soul/R&B Favorita | Indicado  | [ 43 ] |
| 2016 | Beyoncé                                   | Artista Feminina de Soul/R&B Favorita | Indicado  | [ 44 ] |
| 2016 | The Formation World Tour                  | Turnê do Ano                          | Venceu    | [ 44 ] |
| 2016 | Lemonade                                  | Álbum de Soul/R&B Favorito            | Indicado  | [ 44 ] |
| 2017 | Beyoncé                                   | Artista Feminina de Soul/R&B Favorita | Venceu    | [ 45 ] |
| 2018 | On the Run II Tour (com Jay-Z)            | Turnê do Ano                          | Indicado  |        |
| 2019 | Beyoncé                                   | Artista Feminina de Soul/R&B Favorita | Venceu    |        |

### ARIA Music Awards
O ARIA Music Awards é uma premiação anual de música australiana.
| Ano  | Nomeação | Categoria                         | Resultado |
| ---- | -------- | --------------------------------- | --------- |
| 2010 | Beyoncé  | Most Popular International Artist | Indicação |

### ASCAP: Music Awards
A ASCAP ou American Society of Composers, Authors and Publishers é uma organização de "direitos de performance" que protege o direito autoral das obras de seus membros musicais através do monitoramento de performances públicas de suas músicas, seja via broadcast ou performance ao vivo, e compensando-os de acordo.

#### Pop Music Awards
| Ano  | Nomeação                           | Categoria              | Resultado |
| ---- | ---------------------------------- | ---------------------- | --------- |
| 2001 | Beyoncé                            | Songwriter of the Year | Venceu    |
| 2003 | "'03 Bonnie & Clyde" (com: Jay-Z)  | Most Performed Songs   | Venceu    |
| 2004 | "Crazy in Love" (com: Jay-Z)       | Most Performed Songs   | Venceu    |
| 2005 | "Baby Boy"                         | Most Performed Songs   | Venceu    |
| 2005 | "Naughty Girl"                     | Most Performed Songs   | Venceu    |
| 2005 | "Naughty Girl"                     | Songwriter of the Year | Venceu    |
| 2005 | "Me, Myself and I"                 | Most Performed Songs   | Venceu    |
| 2005 | "Me, Myself and I"                 | Songwriter of the Year | Venceu    |
| 2006 | "Lose My Breath"                   | Most Performed Songs   | Venceu    |
| 2006 | "Soldier"                          | Most Performed Songs   | Venceu    |
| 2007 | "Grillz"                           | Most Performed Songs   | Venceu    |
| 2007 | "Check on It"                      | Most Performed Songs   | Venceu    |
| 2008 | "Irreplaceable"                    | Most Performed Songs   | Venceu    |
| 2010 | "Halo"                             | Most Performed Songs   | Venceu    |
| 2010 | "Single Ladies (Put a Ring on It)" | Most Performed Songs   | Venceu    |
| 2010 | "Sweet Dreams"                     | Most Performed Songs   | Venceu    |
| 2015 | "Drunk In Love"                    | Most Performed Songs   | Venceu    |

### Australian Cinematographers Society - ACS
A ACS é uma organização sem fins lucrativos que oferece um fórum para cineastas australianos desenvolverem suas habilidades por meio da cooperação mútua desde 1958.
| Ano  | Nomeação             | Categoria  | Resultado |
| ---- | -------------------- | ---------- | --------- |
| 2014 | "Mine" (Com: Drake)" | Music Clip | Gold      |

"Mine" foi filmado pelo diretor de fotografia Stefan Duscio, de Melbourne, Austrália.

#### Rhythm & Soul Music Awards
| Ano  | Nomeação                                         | Categoria                       | Resultado |
| ---- | ------------------------------------------------ | ------------------------------- | --------- |
| 2002 | "Independent Women Part I"                       | Soundtrack Song of the Year     | Venceu    |
| 2004 | "Baby Boy" (com: Sean Paul)                      | Award Winning R&B/Hip-Hop Songs | Venceu    |
| 2004 | "Crazy in Love" (com: Jay-Z)                     | Award Winning R&B/Hip-Hop Songs | Venceu    |
| 2005 | "Me, Myself and I"                               | Award Winning R&B/Hip-Hop Songs | Venceu    |
| 2006 | "Cater 2 U"                                      | Award Winning R&B/Hip-Hop Songs | Venceu    |
| 2006 | "Soldier"                                        | Award Winning R&B/Hip-Hop Songs | Venceu    |
| 2007 | "Check on It" (com: Slim Thug)                   | Soundtrack Song of the Year     | Venceu    |
| 2007 | "Check on It" (com: Slim Thug)                   | Award Winning R&B/Hip-Hop Songs | Venceu    |
| 2007 | "Grillz"                                         | Award Winning R&B/Hip-Hop Songs | Venceu    |
| 2008 | "Get Me Bodied"                                  | Award Winning R&B/Hip-Hop Songs | Venceu    |
| 2008 | "Irreplaceable"                                  | Award Winning R&B/Hip-Hop Songs | Venceu    |
| 2008 | "Until the End of Time" (com: Justin Timberlake) | Award Winning R&B/Hip-Hop Songs | Venceu    |
| 2010 | "Diva"                                           | Award Winning R&B/Hip-Hop Songs | Venceu    |
| 2010 | "Ego"                                            | Award Winning R&B/Hip-Hop Songs | Venceu    |
| 2010 | "Single Ladies (Put a Ring on It)"               | Award Winning R&B/Hip-Hop Songs | Venceu    |
| 2012 | "Best Thing I Never Had"                         | Award Winning R&B/Hip-Hop Songs | Venceu    |
| 2013 | "Love on Top"                                    | Top R&B/Hip-Hop Song            | Venceu    |
| 2013 | "Party" (com: Andre 3000)                        | Award Winning R&B/Hip-Hop Songs | Venceu    |
| 2013 | "Dance For You"                                  | Award Winning R&B/Hip-Hop Songs | Venceu    |

### BEFFTA Awards
| Ano  | Nomeação | Categoria              | Resultado |
| ---- | -------- | ---------------------- | --------- |
| 2009 | Beyoncé  | Best International Act | Venceu    |

### BET Music Awards
O BET Awards é uma premiação musical realizada desde 2001 pela Black Entertainment Television, para premiar os afro-americanos da música, cinema, esporte entre ouras categorias. A cerimônia acontece anualmente e é transmitida ao vivo pelo canal de televisão BET.
| Ano  | Nomeação                            | Categoria                  | Resultado |
| ---- | ----------------------------------- | -------------------------- | --------- |
| 2003 | "'03 Bonnie & Clyde" (com: Jay-Z)   | Best Collaboration         | Indicado  |
| 2004 | Beyoncé                             | Best Female R&B Artist     | Venceu    |
| 2004 | "Crazy in Love" (com: Jay-Z)        | Video of The Year          | Indicado  |
| 2004 | "Crazy in Love" (com: Jay-Z)        | Best Collaboration         | Venceu    |
| 2004 | "Crazy in Love" (com: Jay-Z)        | Viewers Choice Awards      | Indicação |
| 2006 | Beyoncé                             | Best Female R&B Artist     | Indicação |
| 2006 | "Check on It" (com: Slim Thug)      | Video of the Year          | Indicação |
| 2006 | "Check on It" (com: Slim Thug)      | Best Duet/Collaboration    | Indicação |
| 2007 | Beyoncé                             | Best Female R&B Artist     | Venceu    |
| 2007 | "Beautiful Liar" (com: Shakira)     | Video of The Year          | Indicação |
| 2007 | "Irreplaceable"                     | Video of The Year          | Venceu    |
| 2007 | "Irreplaceable"                     | Viewers Choice Award       | Indicação |
| 2007 | "Déjà Vu" (com: Jay-Z)              | Best Collaboration         | Indicação |
| 2007 | "Upgrade U" (com: Jay-Z)            | Best Collaboration         | Indicação |
| 2009 | Beyoncé                             | Best Female R&B Artist     | Venceu    |
| 2009 | "If I Were a Boy"                   | Video of The Year          | Indicação |
| 2009 | "Single Ladies (Put A Ring On It)"  | Video of The Year          | Venceu    |
| 2009 | "Single Ladies (Put A Ring On It)"  | Viewers Choice Award       | Indicação |
| 2010 | Beyoncé                             | Best Female R&B Artist     | Indicação |
| 2010 | "Video Phone" (com: Lady Gaga)      | Video of the Year          | Venceu    |
| 2010 | "Video Phone" (com: Lady Gaga)      | Best Collaboration         | Indicação |
| 2010 | "Sweet Dreams"                      | Viewers Choice Award       | Indicação |
| 2011 | Beyoncé                             | Best Female R&B Artist     | Indicação |
| 2012 | Beyoncé                             | Best Female R&B Artist     | Venceu    |
| 2012 | Beyoncé (com: Alan Ferguson)        | Video Director of the Year | Venceu    |
| 2012 | "Countdown"                         | Video of The Year          | Indicado  |
| 2012 | "Love on Top"                       | Video of The Year          | Indicado  |
| 2012 | "Love on Top"                       | Coca-Cola's Viewers Choice | Indicado  |
| 2012 | "Party" (com:J. Cole)               | Best Collaboration         | Indicado  |
| 2013 | Beyoncé                             | Best Female R&B/Pop Artist | Indicado  |
| 2013 | Beyoncé                             | Fandemonium Award          | Indicado  |
| 2016 | Beyoncé                             | Best Female R&B/Pop Artist | Venceu    |
| 2016 | "Feeling Myself" (com: Nicki Minaj) | Best Collaboration         | Indicado  |
| 2016 | "Formation"                         | Video of The Year          | Venceu    |
| 2016 | "Formation"                         | Coca-Cola's Viewers Choice | Venceu    |
| 2016 | "Formation"                         | Cetric Awards              | Venceu    |

### Billboard

#### BillboardMusic Awards
O Billboard Music Awards é uma cerimónia de entrega de prémios dos Estados Unidos da América, patrocinada pela revista Billboard, para homenagear os artistas da indústria musical.
| Ano  | Nomeação                     | Categoria                             | Resultado |
| ---- | ---------------------------- | ------------------------------------- | --------- |
| 2003 | Beyoncé                      | New Female Artist                     | Venceu    |
| 2003 | Beyoncé                      | Hot 100 Female Artist                 | Venceu    |
| 2003 | Beyoncé                      | Hot 100 Award for Most Weeks at No.1  | Venceu    |
| 2003 | Beyoncé                      | New R&B Artist                        | Venceu    |
| 2004 | Beyoncé                      | Female R&B/Hip-Hop Artist of the Year | Indicação |
| 2004 | Beyoncé                      | Female Artist of the Year             | Indicação |
| 2006 | Beyoncé                      | Female R&B/Hip-Hop Artist of the Year | Indicação |
| 2006 | Beyoncé                      | Female Artist of the Year             | Indicação |
| 2009 | Beyoncé                      | Top Female Artist of the Decade       | Venceu    |
| 2012 | Beyoncé                      | Best R&B Artist                       | Indicado  |
| 2012 | Beyoncé                      | Favorite Artist                       | Indicado  |
| 2012 | Beyoncé                      | Most Influential Style                | Indicado  |
| 2012 | 4                            | Best R&B Album                        | Venceu    |
| 2014 | Beyoncé                      | Top Female Artist                     | Indicação |
| 2014 | Beyoncé                      | Top Touring Artist                    | Indicação |
| 2014 | Beyoncé                      | Top Billboard 200 Artist              | Indicação |
| 2014 | Beyoncé                      | Top R&B Artist                        | Indicação |
| 2014 | Beyoncé                      | Top Billboard 200 Album               | Indicação |
| 2014 | Beyoncé                      | Top R&B Album                         | Indicação |
| 2014 | "Drunk in Love" (com: Jay-Z) | Top R&B Song                          | Indicação |
| 2017 | Beyoncé                      | Top Female Artist                     | Venceu    |
| 2017 | Beyoncé                      | Top Billboard 200 Album               | Indicação |
| 2017 | Beyoncé                      | Top Touring Artist                    | Venceu    |
| 2017 | Beyoncé                      | Top R&B Artist                        | Venceu    |
| 2017 | The Formation World Tour     | Top R&B Tour                          | Venceu    |
| 2017 | Lemonade                     | Top R&B Album                         | Venceu    |

#### BillboardR&B/Hip-Hop Awards
| Ano  | Nomeação            | Categoria                       | Resultado |
| ---- | ------------------- | ------------------------------- | --------- |
| 2004 | Beyoncé             | Top R&B/Hip-hop Artist - Female | Venceu    |
| 2004 | Beyoncé             | Top R&B/Hip-hop Artist - New    | Venceu    |
| 2004 | Beyoncé             | Top R&B/Hip-hop Artist          | Indicação |
| 2004 | Beyoncé             | Top R&B/Hip-hop Singles Artist  | Indicação |
| 2004 | Dangerously in Love | Top R&B/Hip-hop Albums          | Indicação |

#### BillboardMid-Year Music Awards
| Ano  | Nomeação                                       | Categoria                                          | Resultado |
| ---- | ---------------------------------------------- | -------------------------------------------------- | --------- |
| 2011 | Beyoncé no Glastonbury Festival                | Best Festival Performance                          | Indicado  |
| 2011 | Beyoncé no Billboard Music Awards              | Best Awards Show Performance                       | Venceu    |
| 2012 | Beyoncé                                        | Best Style                                         | Venceu    |
| 2013 | Beyoncé                                        | First-half MVP                                     | Indicado  |
| 2013 | Beyoncé                                        | Most Overrated Artist                              | Indicado  |
| 2013 | Super Bowl Half-Time Show Performance          | Best Televised Performance                         | Venceu    |
| 2013 | Beyonce's Lip Sync Performance at Inauguration | Most Shocking Moment                               | Venceu    |
| 2013 | The Mrs. Carter Show World Tour & New Album    | Most Anticipated Music Event of 2013's Second Half | Indicado  |

#### BillboardReaders' Poll Awards
| Ano  | Nomeação        | Categoria   | Resultado |
| ---- | --------------- | ----------- | --------- |
| 2012 | Beyoncé         | Best Style  | Indicado  |
| 2012 | Beyoncé & Jay-Z | Best Couple | Venceu    |

### BMI Pop Music Awards
Broadcast Music, Inc. (BMI). Ele recolhe taxas de licença em nome de compositores, compositores e editores de música e distribui-las como royalties aos membros cujas obras foram executadas.
| Ano  | Nomeação                          | Categoria                         | Resultado |
| ---- | --------------------------------- | --------------------------------- | --------- |
| 2000 | "Say My Name"                     | BMI Award for Award-Winning Songs | Venceu    |
| 2001 | "Independent Women Part II"       | BMI Award for Award-Winning Songs | Venceu    |
| 2002 | "Bootylicious"                    | BMI Award for Award-Winning Songs | Venceu    |
| 2003 | "'03 Bonnie & Clyde" (com: Jay-Z) | BMI Award for Award-Winning Songs | Venceu    |
| 2004 | "Crazy in Love" (com: Jay-Z)      | BMI Award for Award-Winning Songs | Venceu    |
| 2004 | "Baby Boy" (com: Sean Paul)       | BMI Award for Award-Winning Songs | Venceu    |
| 2005 | "Naughty Girl"                    | BMI Award for Award-Winning Songs | Venceu    |
| 2005 | "Lose My Breath"                  | BMI Award for Award-Winning Songs | Venceu    |
| 2005 | "Soldier"                         | BMI Award for Award-Winning Songs | Venceu    |
| 2006 | "Grillz"                          | BMI Award for Award-Winning Songs | Venceu    |
| 2007 | "Déjà Vu" (com: Jay-Z)            | BMI Award for Award-Winning Songs | Venceu    |
| 2007 | "Irreplaceable"                   | BMI Award for Award-Winning Songs | Venceu    |
| 2008 | "Beautiful Liar" (com: Shakira)   | BMI Award for Award-Winning Songs | Venceu    |
| 2010 | "If I Were a Boy"                 | BMI Award for Award-Winning Songs | Venceu    |
| 2010 | "Halo"                            | BMI Award for Award-Winning Songs | Venceu    |
| 2010 | "Diva"                            | BMI Award for Award-Winning Songs | Venceu    |
| 2010 | "Ego"                             | BMI Award for Award-Winning Songs | Venceu    |
| 2010 | "Sweet Dreams"                    | BMI Award for Award-Winning Songs | Venceu    |
| 2011 | Telephone (com Lady Gaga)         | BMI Award for Award-Winning Songs | Venceu    |
| 2012 | "Best Thing I Never Had"          | BMI Award for Award-Winning Songs | Venceu    |

### BRAVO Supershow
O BRAVO Supershow é uma festa da música realizada anualmente na Alemanha, que recebe artistas do hip-hop, bandas e cantores.
| Ano  | Nomeação | Categoria                              | Resultado |
| ---- | -------- | -------------------------------------- | --------- |
| 2007 | Beyoncé  | Golden Otto - Media Prize (Ehren-Otto) | Venceu    |

### BRIT Awards
O BRIT Awards é uma cerimónia de entrega de prêmios pela Indústria Fonográfica Britânica.
| Ano                                                                                                | Nomeação                                                                   | Categoria                                                                                          | Resultado |
| -------------------------------------------------------------------------------------------------- | -------------------------------------------------------------------------- | -------------------------------------------------------------------------------------------------- | --------- |
| 2004                                                                                               | Beyoncé                                                                    | Best International Female Solo Artist                                                              | Venceu    |
| 2004                                                                                               | Dangerously in Love                                                        | Best International Album                                                                           | Indicação |
| 2007                                                                                               | Beyoncé                                                                    | Best International Female Solo Artist                                                              | Indicação |
| 2009                                                                                               | Beyoncé                                                                    | Best International Female Solo Artist                                                              | Indicação |
| 2012                                                                                               | Beyoncé                                                                    | Best International Female Solo Artist                                                              | Indicado  |
| style="text-align:center;background: #ffdddd;vertical-align: middle;" class="table-no2"\| Indicado | Beyoncé                                                                    | Best International Female Solo Artist                                                              |           |
| 2016                                                                                               | "Runnin' (Lose It All)" (Naughty Boy featuring Beyoncé and Arrow Benjamin) | style="text-align:center;background: #ffdddd;vertical-align: middle;" class="table-no2"\| Indicado |           |
| 2017                                                                                               | Beyoncé                                                                    | Best International Female Solo Artist                                                              | Venceu    |

### Capital FM Awards
O Capital FM Awards é um prêmio realizado anualmente pela rádio 95.8 Capital FM.
| Ano  | Nomeação | Categoria   | Resultado |
| ---- | -------- | ----------- | --------- |
| 2004 | Beyoncé  | Solo Artist | Venceu    |

### Channel V Music Video Awards
O Channel V Music Video Awards é um prêmio realizado anualmente pela emissora de TV Channel V.
| Ano  | Nomeação | Categoria             | Resultado |
| ---- | -------- | --------------------- | --------- |
| 2011 | Beyoncé  | Popular Female Artist | Venceu    |

### ECHO Awards
| Ano  | Nomeação | Categoria                                 | Resultado |
| ---- | -------- | ----------------------------------------- | --------- |
| 2010 | Beyoncé  | Best Female Rock/Pop International Artist | Indicado  |

### Glamour Magazine Woman of the Year
O prêmio Glamour Magazine Woman of the Year e entregue anualmente para as mulheres que se destacam ao longo do ano.
| Ano  | Nomeação | Categoria                             | Resultado |
| ---- | -------- | ------------------------------------- | --------- |
| 2007 | Beyoncé  | International Solo Artist of the Year | Venceu    |

### Grammis Awards
O Grammis Awards é a versão sueca dos Grammy Awards.
| Ano  | Nomeação | Categoria                | Resultado |
| ---- | -------- | ------------------------ | --------- |
| 2012 | 4        | Best International Album | Indicado  |

### Grammy Awards
O Grammy Awards é considerado o prêmio mais importante da indústria musical internacional, que acontece anualmente pela National Academy of Recording Arts and Sciences.
| Ano  | Nomeação                                                                                   | Categoria                                                            | Resultado |
| ---- | ------------------------------------------------------------------------------------------ | -------------------------------------------------------------------- | --------- |
| 2000 | "Bills, Bills, Bills"                                                                      | Melhor Canção de Rhythm & Blues                                      | Indicado  |
| 2000 | "Bills, Bills, Bills"                                                                      | Melhor Performance de R&B de uma Dupla ou Grupo com Vocal            | Indicado  |
| 2001 | "Say My Name"                                                                              | Gravação do Ano                                                      | Indicada  |
| 2001 | "Say My Name"                                                                              | Canção do Ano                                                        | Indicada  |
| 2001 | "Say My Name"                                                                              | Melhor Canção de R&B                                                 | Venceu    |
| 2001 | "Say My Name"                                                                              | Melhor Performance de R&B de uma Dupla ou Grupo com Vocal            | Venceu    |
| 2001 | "Independent Women" Para: Charlie's Angels                                                 | Melhor Canção Escrita para um Filme, Televisão ou Outra Mídia Visual | Indicado  |
| 2002 | Survivor                                                                                   | Melhor Álbum de R&B                                                  | Indicada  |
| 2002 | "Survivor"                                                                                 | Melhor Performance de R&B de uma Dupla ou Grupo com Vocais           | Venceu    |
| 2004 | Under Construction ^ (Álbum de estúdio de Missy Elliot)                                    | Album of The Year                                                    | Indicado  |
| 2004 | Dangerously in Love                                                                        | Melhor Álbum de R&B Contemporâneo                                    | Venceu    |
| 2004 | "Crazy in Love" (com: Jay-Z)                                                               | Gravação do Ano                                                      | Indicado  |
| 2004 | "Crazy in Love" (com: Jay-Z)                                                               | Melhor Canção de R&B                                                 | Venceu    |
| 2004 | "Crazy in Love" (com: Jay-Z)                                                               | Melhor Colaboração Rap/Cantado                                       | Venceu    |
| 2004 | "The Closer I Get to You" (com: Luther Vandross)                                           | Melhor Performance de R&B de uma Dupla ou Grupo com Vocais           | Venceu    |
| 2004 | "Dangerously in Love 2"                                                                    | Melhor Performance Vocal de R&B Feminina                             | Venceu    |
| 2005 | "Lose My Breath"                                                                           | Melhor Performance de R&B de uma Dupla ou Grupo com Vocais           | Indicado  |
| 2006 | Destiny Fulfilled                                                                          | Melhor Álbum de R&B Contemporâneo                                    | Indicado  |
| 2006 | "Soldier" (com: T.I. e Lil Wayne)                                                          | Melhor Colaboração Rap/Cantado                                       | Indicado  |
| 2006 | "Cater 2 U"                                                                                | Melhor Canção de R&B                                                 | Indicado  |
| 2006 | "Cater 2 U"                                                                                | Melhor Performance de R&B de uma Dupla ou Grupo com Vocais           | Indicado  |
| 2006 | "So Amazing" (com: Stevie Wonder)                                                          | Melhor Performance de R&B de uma Dupla ou Grupo com Vocais           | Venceu    |
| 2006 | "Wishing on a Star"                                                                        | Melhor Performance Vocal de R&B Feminina                             | Indicado  |
| 2007 | B'Day                                                                                      | Melhor Álbum de R&B Contemporâneo                                    | Venceu    |
| 2007 | "Déjà Vu" (com: Jay-Z)                                                                     | Melhor Canção de R&B                                                 | Indicado  |
| 2007 | "Déjà Vu" (com: Jay-Z)                                                                     | Melhor Colaboração Rap/Cantado                                       | Indicado  |
| 2007 | "Ring the Alarm"                                                                           | Melhor Performance Vocal de R&B Feminina                             | Indicado  |
| 2008 | "Irreplaceable"                                                                            | Gravação do Ano                                                      | Indicado  |
| 2008 | "Beautiful Liar" (com: Shakira)                                                            | Melhor Colaboração Pop com Vocais                                    | Indicado  |
| 2009 | "Me, Myself and I (Live)" (retirado do álbum The Beyoncé Experience Live)                  | Melhor Performance Vocal de R&B Feminina                             | Indicado  |
| 2010 | I Am... Sasha Fierce                                                                       | Álbum do Ano                                                         | Indicado  |
| 2010 | I Am... Sasha Fierce                                                                       | Melhor Álbum de R&B Contemporâneo                                    | Venceu    |
| 2010 | "Halo"                                                                                     | Gravação do Ano                                                      | Indicado  |
| 2010 | "Halo"                                                                                     | Melhor Performance Vocal Pop Feminina                                | Venceu    |
| 2010 | "Single Ladies (Put A Ring On It)"                                                         | Canção do Ano                                                        | Venceu    |
| 2010 | "Single Ladies (Put A Ring On It)"                                                         | Melhor Performance Vocal de R&B Feminina                             | Venceu    |
| 2010 | "Single Ladies (Put A Ring On It)"                                                         | Melhor Canção de R&B                                                 | Venceu    |
| 2010 | "At Last"                                                                                  | Melhor Performance Vocal de R&B Tradicional                          | Venceu    |
| 2010 | "Ego" (com: Kanye West)                                                                    | Melhor Colaboração Rap/Cantado                                       | Indicado  |
| 2010 | "Once In A Lifetime" Para: Cadillac Records                                                | Melhor Canção Escrita para um Filme, Televisão ou Outra Mídia Visual | Indicado  |
| 2011 | The Fame Monster^ (EP de Lady Gaga)                                                        | Álbum do Ano                                                         | Indicado  |
| 2011 | "Telephone" (com: Lady Gaga)                                                               | Melhor Colaboração Pop com Vocais                                    | Indicado  |
| 2011 | "Halo (Live)" (retirado do álbum I Am... Yours: An Intimate Performance at Wynn Las Vegas) | Melhor Performance Vocal Pop Feminina                                | Indicado  |
| 2012 | I Am... World Tour                                                                         | Melhor Vídeo Musical de Formato Longo                                | Indicado  |
| 2012 | "Party" (com: Andre 3000)                                                                  | Melhor Colaboração Rap/Cantado                                       | Indicado  |
| 2013 | "Love on Top"                                                                              | Melhor Performance Vocal de R&B Tradicional                          | Venceu    |
| 2014 | "Part II (On the Run)" (Jay-Z part. Beyoncé)                                               | Melhor Colaboração Rap/Cantado                                       | Indicado  |
| 2015 | Beyoncé                                                                                    | Álbum do Ano                                                         | Indicado  |
| 2015 | Beyoncé                                                                                    | Melhor Álbum Urbano Contemporâneo                                    | Indicado  |
| 2015 | Beyoncé                                                                                    | Melhor Álbum de Som Surround                                         | Venceu    |
| 2015 | "On the Run Tour: Beyoncé & Jay Z"                                                         | Melhor Filme Musical                                                 | Indicado  |
| 2015 | "Drunk in Love"                                                                            | Melhor Performance de R&B                                            | Venceu    |
| 2015 | "Drunk in Love"                                                                            | Melhor Canção de R&B                                                 | Venceu    |
| 2017 | Lemonade                                                                                   | Álbum do Ano                                                         | Indicado  |
| 2017 | Lemonade                                                                                   | Melhor Álbum Urbano Contemporâneo                                    | Venceu    |
| 2017 | Lemonade                                                                                   | Melhor Filme Musical                                                 | Indicado  |
| 2017 | "Formation"                                                                                | Gravação do Ano                                                      | Indicado  |
| 2017 | "Formation"                                                                                | Canção do Ano                                                        | Indicado  |
| 2017 | "Formation"                                                                                | Melhor Vídeo Musical                                                 | Venceu    |
| 2017 | "Don't Hurt Yourself" (part. Jack White)                                                   | Melhor Performance de Rock                                           | Indicado  |
| 2017 | "Hold Up"                                                                                  | Melhor Performance Pop Solo                                          | Indicado  |
| 2017 | "Freedom" (feat. Kendrick Lamar)                                                           | Melhor Performance Rap/Cantado                                       | Indicada  |
| 2018 | "Family Feud" (Jay-Z featuring Beyoncé)                                                    | Melhor Performance Rap/Cantado                                       | Indicada  |
| 2019 | "Apeshit"                                                                                  | Melhor Vídeo Musical                                                 | Indicado  |
| 2019 | "Summer"                                                                                   | Melhor Performance de R&B                                            | Indicado  |
| 2019 | Everything Is Love                                                                         | Melhor Álbum Urbano Contemporâneo                                    | Venceu    |
| 2020 | The Lion King: The Gift                                                                    | Melhor Álbum Vocal Pop                                               | Indicado  |
| 2020 | "Spirit"                                                                                   | Melhor Performance Pop Solo                                          | Indicado  |
| 2020 | "Spirit"                                                                                   | Melhor Canção Escrita para Mídia Visual                              | Indicado  |
| 2020 | Homecoming                                                                                 | Melhor Filme Musical                                                 | Venceu    |
| 2021 | Black Parade                                                                               | Gravação do Ano                                                      | Indicado  |
| 2021 | Savage (Remix)                                                                             | Gravação do Ano                                                      | Indicado  |
| 2021 | Black Parade                                                                               | Canção do Ano                                                        | Indicado  |
| 2021 | Black Parade                                                                               | Melhor Performance R&B                                               | Venceu    |
| 2021 | Black Parade                                                                               | Melhor Canção R&B                                                    | Indicado  |
| 2021 | Savage (Remix)                                                                             | Melhor performance RAP                                               | Venceu    |
| 2021 | Savage (Remix)                                                                             | Melhor Canção RAP                                                    | Venceu    |
| 2021 | Brown Skin Girl                                                                            | Melhor Vídeo Musical                                                 | Venceu    |
| 2021 | Black is King                                                                              | Melhor Filme Musical                                                 | Indicado  |

### Grammy Latino
O prêmio Grammy Latino é realizado desde 2000, para homenagear os artistas da música da América Latina.
| Ano  | Nomeação                         | Categoria          | Resultado |
| ---- | -------------------------------- | ------------------ | --------- |
| 2007 | "Bello Embustero" (Com: Shakira) | Record Of The Year | Indicação |

### Groovevolt Music Awards
| Ano  | Nomeação                       | Categoria                              | Resultado |
| ---- | ------------------------------ | -------------------------------------- | --------- |
| 2006 | Beyoncé                        | Most Fashionable Artist                | Indicado  |
| 2006 | B'Day                          | Best Female R&B/Soul Album             | Indicado  |
| 2006 | "Déjà Vu" (com: Jay-Z)         | Song of The Year                       | Indicado  |
| 2006 | "Déjà Vu" (com: Jay-Z)         | Best Pop Collaboration Duo or Group    | Indicação |
| 2006 | "Déjà Vu" (com: Jay-Z)         | Fashion Video of the Year              | Indicado  |
| 2006 | "Check on It" (com: Slim Thug) | Best R&B Song Performance Duo or Group | Indicado  |
| 2006 | "Resentment"                   | Best R&B Deep Cut                      | Indicado  |

### Hong Kong Top Sales Music Award
| Ano  | Nomeação            | Categoria                          | Resultado |
| ---- | ------------------- | ---------------------------------- | --------- |
| 2003 | Dangerously in Love | The Best Sales Releases, Cantonese | Venceu    |

### International Dance Music Awards
O International Dance Music Awards é um prêmio que acontece anualmente para premiar os melhores registos de dança, CDs, DJs, website, produtores e promotores.
| Ano  | Nomeação                           | Categoria                  | Resultado |
| ---- | ---------------------------------- | -------------------------- | --------- |
| 2003 | "Crazy in Love" (com: Jay-Z)       | Best R&B/Urban             | Venceu    |
| 2006 | "Déjà Vu" (com: Jay-Z)             | Best Rap/Hip Hop Dance     | Indicação |
| 2006 | "Déjà Vu" (com: Jay-Z)             | Best R&B/Urban             | Indicação |
| 2006 | "Check on It" (com: Slim Thug)     | Best Pop Dance             | Indicação |
| 2009 | "Single Ladies (Put a Ring on It)" | Best R&B/Urban Dance Track | Indicação |
| 2010 | "Sweet Dreams"                     | Best R&B/Urban Dance Track | Indicação |
| 2010 | Beyoncé                            | Best Artist (Solo)         | Indicado  |
| 2011 | "Telephone" (com: Lady Gaga)       | Best Music Video           | Indicado  |
| 2012 | "Run the World (Girls)"            | Best R&B/Urban Dance Track | Indicado  |

### iHeartRadio Music Awards
| Ano  | Nomeação        | Categoria                    | Resultado |
| ---- | --------------- | ---------------------------- | --------- |
| 2014 | "Drunk in Love" | Hip Hop/R&B Song of the Year | Indicado  |
| 2014 | "Flawless"      | Hip Hop/R&B Song of the Year | Indicado  |
| 2014 | Beyoncé         | Best Fan                     | Indicado  |

### iTunes Awards
| Ano  | Nomeação             | Categoria          | Resultado |
| ---- | -------------------- | ------------------ | --------- |
| 2009 | I Am... Sasha Fierce | Album of The Year  | Indicado  |
| 2009 | "Halo"               | Single of The Year | Indicado  |

### Ivor Novello Awards
O Ivor Novello Awards é um prêmio que acontece anualmente em L ondres, pela Academia Britânica de letristas, Composers and Authors (BASCA), para homenagear os compositores.
| Ano  | Nomeação                        | Categoria                   | Resultado |
| ---- | ------------------------------- | --------------------------- | --------- |
| 2008 | "Beautiful Liar" (Com: Shakira) | Best-Selling British Single | Venceu    |

### Los 40 Principales
| Ano  | Nomeação | Categoria       | Resultado |
| ---- | -------- | --------------- | --------- |
| 2008 | Beyoncé  | Premio Especial | Venceu    |

### MP3 Music Awards
| Ano  | Nomeação       | Categoria                              | Resultado |
| ---- | -------------- | -------------------------------------- | --------- |
| 2009 | "Sweet Dreams" | The BFV Award Best / Female / Vocalist | Venceu    |

### Meteor Music Awards
O Meteor Ireland Music Awards é um prêmio que acontece anualmente para premiar a música nacional da Irlanda.
| Ano  | Nomeação | Categoria                                    | Resultado |
| ---- | -------- | -------------------------------------------- | --------- |
| 2004 | Beyoncé  | Best Female Singer/Best International Female | Venceu    |
| 2009 | Beyoncé  | Best International Female                    | Indicação |

### MetroLyricsAwards
| Ano  | Nomeação                 | Categoria                        | Resultado |
| ---- | ------------------------ | -------------------------------- | --------- |
| 2011 | "Run the World (Girls)"  | Inspirational Lyric of the Year  | Indicado  |
| 2011 | "Best Thing I Never Had" | The Break-Up Lyric of the Year   | Indicado  |
| 2011 | "Countdown"              | Tongue-Twister Lyric of the Year | Indicado  |
| 2011 | "1+1"                    | So-In-Looove Lyric of the Year   | Venceu    |

### MOBO Awards
MOBO Awards é uma cerimónia de entrega de prémios existente há catorze anos, para músicos de música negra.
| Ano  | Nomeação                           | Categoria                        | Resultado |
| ---- | ---------------------------------- | -------------------------------- | --------- |
| 2006 | Beyoncé                            | Best International Female Artist | Venceu    |
| 2006 | "Déjà Vu" (com: Jay-Z)             | Best Song                        | Venceu    |
| 2006 | "Déjà Vu" (com: Jay-Z)             | Best Video                       | Venceu    |
| 2006 | Beyoncé                            | Best R&B Act                     | Indicação |
| 2009 | Beyoncé                            | Best International Performer     | Venceu    |
| 2009 | "Single Ladies (Put a Ring on It)" | Best Video                       | Venceu    |
| 2009 | I Am... Sasha Fierce               | Best Album                       | Indicação |
| 2010 | Beyoncé                            | Best International Act           | Indicação |
| 2011 | Beyoncé                            | Best International Act           | Indicação |
| 2012 | Beyoncé                            | Best International Act           | Indicação |

### MTV
Todos os MTV Music Awards são entregues anualmente pela MTV. Beyoncé recebeu diversas indicações, vencendo algumas delas, em diversos países.

#### MTV Africa Music Awards
| Ano  | Nomeação | Categoria | Resultado |
| ---- | -------- | --------- | --------- |
| 2009 | Beyoncé  | Best R&B  | Indicação |

#### MTV Europe Music Awards
| Ano  | Nomeação                           | Categoria                             | Resultado |
| ---- | ---------------------------------- | ------------------------------------- | --------- |
| 2003 | Beyoncé                            | Best R&B Award                        | Venceu    |
| 2003 | Beyoncé                            | Best Famale                           | Indicação |
| 2003 | "Crazy in Love"                    | Best Song                             | Venceu    |
| 2004 | Beyoncé                            | Best Famale                           | Indicação |
| 2004 | Beyoncé                            | Best R&B Award                        | Indicação |
| 2004 | Dangerously in Love                | Best Album                            | Indicação |
| 2006 | Beyoncé                            | Best R&B Award                        | Indicação |
| 2006 | Beyoncé                            | Best Famale                           | Indicação |
| 2007 | Beyoncé                            | Ultimate Urban                        | Indicação |
| 2007 | Beyoncé                            | Headliner of the Year                 | Indicação |
| 2007 | "Beautiful Liar" (com: Shakira)    | Most Addictive Track                  | Indicação |
| 2008 | Beyoncé                            | Ultimate Urban                        | Indicação |
| 2009 | Beyoncé                            | Best Famale                           | Venceu    |
| 2009 | Beyoncé                            | Best Live Act                         | Indicação |
| 2009 | "Single Ladies (Put A Ring On It)" | Best Video                            | Venceu    |
| 2009 | "Halo"                             | Best Song                             | Venceu    |
| 2010 | "Telephone" (com: Lady Gaga)       | Best Video                            | Indicação |
| 2011 | Beyoncé                            | Best Famale                           | Indicação |
| 2011 | Beyoncé                            | Worldwide Act North American Nominees | Indicado  |
| 2011 | "Run the World (Girls)"            | Best Video                            | Indicação |

#### MTV TRL Awards
| Ano  | Nomeação | Categoria              | Resultado |
| ---- | -------- | ---------------------- | --------- |
| 2004 | Beyoncé  | TRL's First Lady Award | Venceu    |

#### MTV Video Music Awards
| Ano  | Nomeação                            | Categoria                          | Resultado |
| ---- | ----------------------------------- | ---------------------------------- | --------- |
| 2003 | "'03 Bonnie and Clyde" (com: Jay-Z) | Best Hip-Hop Video                 | Indicação |
| 2003 | "Crazy in Love" (com: Jay-Z)        | Best Female Video                  | Venceu    |
| 2003 | "Crazy in Love" (com: Jay-Z)        | Best R&B Video                     | Venceu    |
| 2003 | "Crazy in Love" (com: Jay-Z)        | Best Choreography In a Video       | Venceu    |
| 2003 | "Crazy in Love" (com: Jay-Z)        | Viewers Choice Award               | Indicação |
| 2004 | "Me, Myself and I"                  | Best R&B Video                     | Indicação |
| 2004 | "Naughty Girl"                      | Best Female Video                  | Venceu    |
| 2004 | "Naughty Girl"                      | Best Choreography                  | Indicação |
| 2004 | "Naughty Girl"                      | Best Dance Video                   | Indicação |
| 2004 | "Naughty Girl"                      | Best Cinematography                | Indicação |
| 2006 | "Check on It" (com: Slim Thug)      | Best R&B Video                     | Venceu    |
| 2007 | "Irreplaceable"                     | Video of the Year                  | Indicação |
| 2007 | "Beautiful Liar" (com:Shakira)      | Most Earthshattering Collaboration | Venceu    |
| 2007 | "Beautiful Liar" (com:Shakira)      | Best Direction                     | Indicação |
| 2007 | "Beautiful Liar" (com:Shakira)      | Best Editing                       | Indicação |
| 2007 | "Beautiful Liar" (com:Shakira)      | Best Choreography                  | Indicação |
| 2007 | Beyoncé                             | Female Artist of The Year          | Indicação |
| 2007 | Beyoncé                             | Quadruple Threat of the Year       | Indicação |
| 2009 | "Single Ladies (Put a Ring on It)"  | Video of the Year                  | Venceu    |
| 2009 | "Single Ladies (Put a Ring on It)"  | Best Choreography in a Video       | Venceu    |
| 2009 | "Single Ladies (Put a Ring on It)"  | Best Editing in a Video            | Venceu    |
| 2009 | "Single Ladies (Put a Ring on It)"  | Best Female Video                  | Indicação |
| 2009 | "Single Ladies (Put a Ring on It)"  | Best Pop Video                     | Indicação |
| 2009 | "Single Ladies (Put a Ring on It)"  | Best Direction in a Video          | Indicação |
| 2009 | "Single Ladies (Put a Ring on It)"  | Best Special Effects in a Video    | Indicação |
| 2009 | "Single Ladies (Put a Ring on It)"  | Best Art Direction in a Video      | Indicação |
| 2009 | "Single Ladies (Put a Ring on It)"  | Best Cinematography in a Video     | Indicação |
| 2010 | "Telephone" (Com: Lady Gaga)        | Video of the Year                  | Indicação |
| 2010 | "Telephone" (Com: Lady Gaga)        | Best Collaboration                 | Venceu    |
| 2010 | "Telephone" (Com: Lady Gaga)        | Best Choreography                  | Indicação |
| 2010 | "Video Phone" (Com: Lady Gaga)      | Best Female Video                  | Indicação |
| 2010 | "Video Phone" (Com: Lady Gaga)      | Best Pop Video                     | Indicação |
| 2010 | "Video Phone" (Com: Lady Gaga)      | Best Collaboration                 | Indicação |
| 2010 | "Video Phone" (Com: Lady Gaga)      | Best Art Direction                 | Indicação |
| 2010 | "Video Phone" (Com: Lady Gaga)      | Best Choreography                  | Indicação |
| 2011 | "Run the World (Girls)"             | Best Female Video                  | Indicação |
| 2011 | "Run the World (Girls)"             | Best Cinematography in a Video     | Indicação |
| 2011 | "Run the World (Girls)"             | Best Choreography                  | Venceu    |
| 2012 | "Love on Top"                       | Best Female Video                  | Indicado  |
| 2012 | "Countdown"                         | Best Choreography                  | Indicado  |
| 2012 | "Countdown"                         | Best Editing                       | Venceu    |
| 2012 | "Countdown"                         | Most Share-Worthy Video            | Indicado  |
| 2013 | "I Was Here"                        | Best Video With a Social Message   | Indicado  |
| 2014 | "Drunk in Love"                     | Video of the Year                  | Indicado  |
| 2014 | "Drunk in Love"                     | Bast collaboration                 | Venceu    |
| 2014 | "Partition"                         | Best Female Video                  | Indicado  |
| 2014 | "Partition"                         | Best Choreography                  | Indicado  |
| 2014 | "Pretty Hurts"                      | Best video with social message     | Venceu    |
| 2014 | "Pretty Hurts"                      | Best Editing                       | Indicado  |
| 2014 | "Pretty Hurts"                      | Best Director                      | Indicado  |
| 2014 | Beyoncé                             | Video Vanguard Award               | Venceu    |
| 2015 | "7/11"                              | Video of the Year                  | Indicado  |
| 2015 | "7/11"                              | Best Female Video                  | Indicado  |
| 2015 | "7/11"                              | Best Pop Video                     | Indicado  |
| 2015 | "7/11"                              | Best Choreography                  | Indicado  |
| 2015 | "7/11"                              | Best Editing                       | Venceu    |
| 2016 | "Formation"                         | Video of the Year                  | Venceu    |
| 2016 | "Formation"                         | Best Pop Video                     | Venceu    |
| 2016 | "Formation"                         | Best Editing                       | Venceu    |
| 2016 | "Formation"                         | Best Cinematography                | Venceu    |
| 2016 | "Formation"                         | Best Direction                     | Venceu    |
| 2016 | Best Choreography                   | "Formation"                        | Venceu    |
| 2016 | Best Choreography                   | "Sorry"                            | Indicado  |
| 2016 | "Hold Up"                           | Best Female Video                  | Venceu    |
| 2016 | "Hold Up"                           | Best Art Direction                 | Indicado  |
| 2016 | "Lemonade"                          | Breakthrough Long Form Video       | Venceu    |

#### MTV Video Music Awards Japan
| Ano  | Nomeação                       | Categoria          | Resultado |
| ---- | ------------------------------ | ------------------ | --------- |
| 2004 | "Crazy in Love" (Com: Jay-Z)   | Best Collaboration | Venceu    |
| 2010 | "Video Phone" (Com: Lady Gaga) | Best Collaboration | Indicação |

### MuchMusic Video
O MuchMusic Video Awards é uma cerimônia de premiação anuais apresentados pela canadense de música de vídeo do canal MuchMusic.
| Ano  | Nomeação   | Categoria                       | Resultado |
| ---- | ---------- | ------------------------------- | --------- |
| 2004 | "Baby Boy" | Melhor Videoclipe Internacional | Indicação |
| 2009 | Beyoncé    | Artista Internacional do Ano    | Indicação |
| 2010 | Beyoncé    | Artista Internacional do Ano    | Indicação |
| 2011 | Beyoncé    | Artista Internacional do Ano    | Indicação |

| Ano  | Nomeação                     | Categoria                                      | Resultado |
| ---- | ---------------------------- | ---------------------------------------------- | --------- |
| 2004 | "Crazy in Love" (com: Jay-Z) | People's Choice Favourite International Artist | Indicado  |
| 2004 | "Crazy in Love" (com: Jay-Z) | Best International Video                       | Venceu    |
| 2010 | "Telephone" (com: Lady Gaga) | Favorite International Video                   | Indicação |
| 2010 | "Telephone" (com: Lady Gaga) | Best International Video                       | Indicação |
| 2011 | "Why Don't You Love Me"      | Most Watched Video of the Year                 | Indicação |
| 2012 | "Run the World (Girls)"      | International Video Of The Year – Artist       | Indicação |

### Müyap Müzik Endüstrisi Ödülleri
| Ano  | Nomeação                        | Categoria            | Resultado |
| ---- | ------------------------------- | -------------------- | --------- |
| 2008 | "Beautiful Liar" (com: Shakira) | Turkcell-im ödülleri | Venceu    |

### MVPA Awards
| Ano  | Nomeação        | Categoria          | Resultado |
| ---- | --------------- | ------------------ | --------- |
| 2012 | "Dance For You" | Best Art Direction | Indicado  |
| 2012 | "Dance For You" | Best Choreography  | Indicado  |
| 2012 | "Party"         | Best Styling       | Indicado  |

### NAACP Image Awards: Recording
| Ano  | Nomeação                                  | Categoria                 | Resultado |
| ---- | ----------------------------------------- | ------------------------- | --------- |
| 2004 | Beyoncé                                   | Entertainer of the Year   | Venceu    |
| 2004 | Beyoncé                                   | Outstanding New Artist    | Indicação |
| 2004 | Beyoncé                                   | Outstanding Song          | Indicação |
| 2004 | Beyoncé                                   | Outstanding Female Artist | Indicação |
| 2004 | "Crazy in Love"                           | Outstanding Music Video   | Indicação |
| 2007 | Beyoncé                                   | Outstanding Female Artist | Indicação |
| 2007 | B'Day                                     | Outstanding Album         | Indicação |
| 2007 | Dreamgirls: Music from the Motion Picture | Outstanding Album         | Venceu    |
| 2007 | "Irreplaceable"                           | Outstanding Music Video   | Indicação |
| 2007 | "Irreplaceable"                           | Outstanding Song          | Indicação |
| 2008 | Beyoncé                                   | Outstanding Female Artist | Indicação |
| 2008 | "Beautiful Liar"                          | Outstanding Music Video   | Indicação |
| 2009 | Beyoncé                                   | Outstanding Female Artist | Venceu    |
| 2009 | I Am… Sasha Fierce                        | Outstanding Album         | Indicação |
| 2009 | "If I Were a Boy"                         | Outstanding Music Video   | Indicação |
| 2009 | "Single Ladies (Put a Ring on It)"        | Outstanding Music Video   | Indicação |
| 2009 | "Single Ladies (Put a Ring on It)"        | Outstanding Song          | Indicação |
| 2011 | "Why Don't You Love Me"                   | Outstanding Music Video   | Indicação |
| 2012 | Beyoncé                                   | Outstanding Female Artist | Indicado  |
| 2012 | 4                                         | Outstanding Album         | Indicado  |
| 2012 | "Best Thing I Never Had"                  | Outstanding Song          | Indicado  |
| 2012 | "I Was Here"                              | Outstanding Music Video   | Indicado  |

### NME Awards
| Ano  | Nomeação    | Categoria        | Resultado |
| ---- | ----------- | ---------------- | --------- |
| 2010 | Beyoncé     | Hero of the Year | Indicação |
| 2011 | "Countdown" | Best Video       | Indicação |

### Nickelodeon Kids' Choice Awards: Music
| Ano  | Nomeação                           | Categoria                 | Resultado |
| ---- | ---------------------------------- | ------------------------- | --------- |
| 2004 | "Crazy in Love"                    | Favorite Song             | Indicação |
| 2004 | Beyoncé                            | Favorite Female Performer | Indicação |
| 2007 | Beyoncé                            | Favorite Female Performer | Venceu    |
| 2007 | "Irreplaceable"                    | Favorite Song             | Venceu    |
| 2009 | Beyoncé                            | Best Female Artist        | Indicação |
| 2009 | "Single Ladies (Put a Ring on It)" | Favorite Song             | Venceu    |

### NRJ Music Awards
O NRJ Music Awards foi criado em 2000 pela rádio NRJ em parceria com o canal de televisão TF1. A cerimônia acontece anualmente em meados de Janeiro em Cannes.
| Ano  | Nomeação                     | Categoria                                            | Resultado |
| ---- | ---------------------------- | ---------------------------------------------------- | --------- |
| 2004 | Beyoncé                      | Best International Female Artist                     | Venceu    |
| 2007 | Beyoncé                      | International Female Artist of the Year              | Indicação |
| 2009 | Beyoncé                      | International Female Artist of the Year              | Indicação |
| 2010 | I Am... Sasha Fierce         | International Album of the Year                      | Indicação |
| 2011 | "Telephone" (com: Lady Gaga) | Music Video of the Year                              | Venceu    |
| 2011 | "Telephone" (com: Lady Gaga) | International Band/Collaboration/Company of the Year | Indicação |
| 2012 | Beyoncé                      | Best International Female                            | Indicado  |

### People's Choice Awards
O People's Choice Awards é uma entrega de prêmios anual, premiando os artistas musicais, cinematográficos e outros, a partir dos votos na Internet pelo público.
| Ano  | Nomeação                        | Categoria                  | Resultado |
| ---- | ------------------------------- | -------------------------- | --------- |
| 2004 | Beyoncé                         | Favorite Female Performer  | Venceu    |
| 2008 | Beyoncé                         | Favorite Female Performer  | Indicação |
| 2008 | "Irreplaceable"                 | Favorite Pop Song          | Indicação |
| 2008 | "Beautiful Liar" (com: Shakira) | Favorite R&B Song          | Indicação |
| 2009 | Beyoncé                         | Favorite Star 35 and Under | Indicação |
| 2010 | Beyoncé                         | Favorite Female Artist     | Indicação |
| 2010 | Beyoncé                         | Favorite R&B Artist        | Indicação |
| 2011 | Beyoncé                         | Favorite Pop Artist        | Indicação |
| 2011 | Beyoncé                         | Favorite R&B Artist        | Indicação |
| 2011 | "Telephone"                     | Favorite Music Video       | Indicação |
| 2011 | "Telephone"                     | Favorite Song              | Indicação |
| 2012 | Beyoncé                         | Favorite Female Artist     | Indicado  |
| 2012 | Beyoncé                         | Favorite Pop Artist        | Indicado  |
| 2012 | Beyoncé                         | Favorite R&B Artist        | Indicado  |
| 2012 | 4                               | Favorite Album of the Year | Indicado  |
| 2012 | "Run the World (Girls)"         | Fvorite Music Video        | Indicado  |
| 2013 | Beyoncé                         | Favorite R&B Artist        | Indicado  |

### PopCrush Awards: Music
| Ano  | Nomeação | Categoria           | Resultado |
| ---- | -------- | ------------------- | --------- |
| 2011 | Beyoncé  | Artist of the Year  | Indicado  |
| 2011 | Beyoncé  | Best Live Performer | Indicado  |

### Porin Music Awards
| Ano  | Nomeação                                                 | Categoria                    | Resultado |
| ---- | -------------------------------------------------------- | ---------------------------- | --------- |
| 2004 | "Crazy in Love" (com: Jay-Z)                             | Best Foreign Song            | Venceu    |
| 2009 | "If I Were A Boy"                                        | Best Foreign Song            | Indicado  |
| 2010 | "Halo"                                                   | Best Foreign Song            | Venceu    |
| 2010 | I Am... Yours: An Intimate Performance at Wynn Las Vegas | Best Foreign Video Programme | Indicado  |

### Premio Amigo
| Ano  | Nomeação                                 | Categoria                        | Resultado |
| ---- | ---------------------------------------- | -------------------------------- | --------- |
| 2007 | "Amor Gitano" (com: Alejandro Fernandez) | Premio Amigo a la canción        | Venceu    |
| 2007 | "Amor Gitano" (com: Alejandro Fernandez) | Tono más descargado para celular | Venceu    |

### Prêmio de Música Digital
O Prêmio de Música Digital é uma premiação musical realizada anualmente no Brasil desde 2010, foi criada pelo produtor musical Marco Mazzola em parceria com Marcelo Alves, diretor da ADMA Eventos.
| Ano  | Nomeação | Categoria                         | Resultado |
| ---- | -------- | --------------------------------- | --------- |
| 2010 | "Halo"   | Música mais vendida no Brasil     | Venceu    |
| 2010 | "Halo"   | Música mais vendida internacional | Venceu    |

### Premios Fuse TV
| Ano  | Nomeação          | Categoria  | Resultado |
| ---- | ----------------- | ---------- | --------- |
| 2008 | "If I Were a Boy" | Best Video | Indicação |
| 2009 | "Halo"            | Best Video | Indicação |

### Premios Lo Nuestro
O Premios Lo Nuestro é um prêmio realizado pela Univisión desde 1989, para homenagear os artistas da música latina.
| Ano  | Nomeação | Categoria                            | Resultado |
| ---- | -------- | ------------------------------------ | --------- |
| 2008 | Beyoncé  | Breakout Artist or Group of the Year | Indicação |

### Premios Oye
O Premios Oye (Prêmio Nacional de Música Gravada) é uma premiação que acontece anualmente pela Academia Nacional de Música no México para realizações de destaque no registro da indústria da música mexicana.
| Ano  | Nomeação                           | Categoria          | Resultado |
| ---- | ---------------------------------- | ------------------ | --------- |
| 2007 | B'Day                              | Album of the Year  | Venceu    |
| 2009 | I Am... Sasha Fierce               | Album of the Year  | Indicação |
| 2009 | "Single Ladies (Put a Ring on It)" | Record of the Year | Indicação |

### Q Awards
O Q Awards é um prêmio anual da música britânica dado pela revista Q. Desde o seu começo em 1990, o Q Awards tem se tornado um dos maiores e mais notorios prêmios da música inglesa, contando com o apoio das celebridades que comparecem ao evento.
| Ano  | Nomeação | Categoria          | Resultado |
| ---- | -------- | ------------------ | --------- |
| 2011 | Beyoncé  | Best female artist | Indicação |
| 2011 | Beyoncé  | Best live act      | Indicação |

### Radio Music Awards
O Radio Music Awards é um premio anual que homenageia os maiores sucessos do rádio.
| Ano  | Nomeação                     | Categoria                         | Resultado |
| ---- | ---------------------------- | --------------------------------- | --------- |
| 2003 | "Crazy in Love" (com: Jay-Z) | Song of the Year/Hip Hop Radio    | Indicação |
| 2004 | Beyoncé                      | Artist of the Year - Top 40 Radio | Venceu    |

### Smash Hits Poll Winners Party
| Ano  | Nomeação                     | Categoria             | Resultado |
| ---- | ---------------------------- | --------------------- | --------- |
| 2003 | Beyoncé                      | Most Fanciable Female | Venceu    |
| 2003 | "Crazy in Love" (com: Jay-Z) | Best Music Video      | Venceu    |
| 2005 | Beyoncé                      | Most Fanciable Female | Indicação |

### Soul Train Music Awards
A Soul Train Music Awards é uma premiação de música que homenageia o melhor da cultura, da música e do entretenimento afro-americanos, voltada principalmente para os artistas contemporâneos de R&B e soul music.
| Ano                          | Nomeação                                                                      | Categoria                                                               | Resultado |
| ---------------------------- | ----------------------------------------------------------------------------- | ----------------------------------------------------------------------- | --------- |
| 1998                         | "No, No, No"                                                                  | Best R&B/Soul Single – Group, Band or Duo                               | Indicação |
| 2000                         | "Bills, Bills, Bills"                                                         | Best R&B/Soul Single – Group, Band or Duo                               | Indicação |
| 2000                         | The Writing's on the Wall                                                     | Best R&B/Soul Album – Group, Band or Duo                                | Indicação |
| 2001                         | "Independent Women Part I"                                                    | Best R&B/Soul Single – Group, Band or Duo                               | Indicação |
| 2001                         | Destiny's Child                                                               | Sammy Davis, Jr. – Entertainer of the Year                              | Venceu    |
| 2002                         | "Survivor"                                                                    | Best R&B/Soul Single – Group, Band or Duo                               | Indicação |
| 2002                         | Survivor                                                                      | Best R&B/Soul Album – Group, Band or Duo                                | Indicação |
| 2004                         |                                                                               |                                                                         |           |
| Beyoncé Knowles              | Sammy Davis, Jr. – Entertainer of the Year (Female)                           | Venceu                                                                  |           |
| Dangerously in Love          | Album of the Year                                                             | Indicação                                                               |           |
| Dangerously in Love          | Best R&B/Soul Album – Female                                                  | Venceu                                                                  |           |
| "Crazy in Love" (Com: Jay-Z) | Best R&B/Soul Single – Female                                                 | Indicação                                                               |           |
| "Crazy in Love" (Com: Jay-Z) | Best R&B/Soul or Rap Music Video                                              | Indicação                                                               |           |
| 2005                         | Destiny Fulfilled                                                             | Best R&B/Soul Album – Group, Band or Duo                                | Venceu    |
| 2005                         | "Lose My Breath"                                                              | Best R&B/Soul Single – Group, Band or Duo                               | Indicação |
| 2005                         | "Naughty Girl"                                                                | Best R&B/Soul Single – Female                                           | Indicação |
| 2005                         | "The Closer I Get to You" (Com: Luther Vandross)                              | Best R&B/Soul Single – Group, Band or Duo                               | Indicação |
| 2006                         | Destiny's Child                                                               | Special Quincy Jones Award for Outstanding Career Achievements – Female | Venceu    |
| 2006                         | "Cater 2 U"                                                                   | Best R&B/Soul Single – Group, Band or Duo                               | Venceu    |
| 2007                         | B'Day                                                                         | Best R&B/Soul Album – Female                                            | Indicação |
| 2007                         | "Irreplaceable"                                                               | Best R&B/Soul or Rap Music Video                                        | Indicação |
| 2007                         | "Irreplaceable"                                                               | Best R&B/Soul Single – Female                                           | Venceu    |
| 2009                         | Beyoncé Knowles                                                               | Best R&B/Soul Female Artist                                             | Venceu    |
| 2009                         | I Am... Sasha Fierce                                                          | Album of the Year                                                       | Venceu    |
| 2009                         | "Single Ladies (Put a Ring on It)"                                            | Song of the Year                                                        | Venceu    |
| 2009                         | "Single Ladies (Put a Ring on It)"                                            | Record of the Year                                                      | Indicação |
| 2011                         | 4                                                                             | Album of the Year                                                       | Indicação |
| 2011                         | Beyoncé Knowles                                                               | Best R&B/Soul Female Artist                                             | Indicação |
| 2011                         | "Best Thing I Never Had"                                                      | Record of the Year                                                      | Indicação |
| 2011                         | "Run the World (Girls)"                                                       | Best Dance Performance                                                  | Venceu    |
| 2012                         | Beyoncé Knowles                                                               | Best R&B/Soul Female Artist                                             | Venceu    |
| 2012                         | "Love on Top"                                                                 | Best Dance Performance                                                  | Venceu    |
| 2014                         | Beyoncé Knowles                                                               | Best R&B/Soul Female Artist                                             | Venceu    |
| 2014                         | BEYONCÉ                                                                       | Album of the Year                                                       | Venceu    |
| 2014                         | "Drunk in Love" (com Jay-Z)                                                   | Song of the Year                                                        | Indicação |
| 2014                         | "Drunk in Love" (com Jay-Z)                                                   | Video of the Year                                                       | Indicação |
| 2014                         | "Pretty Hurts"                                                                | The Ashford and Simpson Songwriter’s Award                              | Indicação |
| 2014                         | "Say Yes" (Michelle Williams com Beyoncé & Kelly Rowland)                     | Best Gospel/Inspirational Song                                          | Indicação |
| 2015                         | Beyoncé Knowles                                                               | Best R&B/Soul Female Artist                                             | Indicação |
| 2015                         | "7/11"                                                                        | Video of the Year                                                       | Indicação |
| 2015                         | "7/11"                                                                        | Best Dance Performance                                                  | Indicação |
| 2015                         | "Feeling Myself" (Nicki Minaj com Beyoncé)                                    | Best Collaboration                                                      | Indicação |
| 2016                         | Beyoncé Knowles                                                               | Best R&B/Soul Female Artist                                             | Venceu    |
| 2016                         | Lemonade                                                                      | Album/Mixtape of the Year                                               | Venceu    |
| 2016                         | "Formation"                                                                   | Video of the Year                                                       | Venceu    |
| 2016                         | "Formation"                                                                   | Song of the Year                                                        | Venceu    |
| 2016                         | "Formation"                                                                   | The Ashford & Simpson Songwriter’s Award                                | Indicação |
| 2016                         | "Formation"                                                                   | Best Dance Performance                                                  | Indicação |
| 2016                         | "Sorry"                                                                       | Video of the Year                                                       | Indicação |
| 2016                         | "Freedom" (com Kendrick Lamar)                                                | Best Collaboration                                                      | Indicação |
| 2017                         | "All Night"                                                                   | Video of the Year                                                       | Indicação |
| 2018                         | Beyoncé Knowles                                                               | Best R&B/Soul Female Artist                                             | Indicação |
| 2019                         | Beyoncé Knowles                                                               | Best R&B/Soul Female Artist                                             | Indicação |
| 2019                         | "Spirit"                                                                      | Video of the Year                                                       | Indicação |
| 2019                         | "Spirit"                                                                      | Best Dance Performance                                                  | Indicação |
| 2019                         | "Before I Let Go"                                                             | Song of the Year                                                        | Indicação |
| 2019                         | "Brown Skin Girl" (com Saint Jhn, Wizkid & Blue Ivy Carter)                   | The Ashford and Simpson Songwriter’s Award                              | Venceu    |
| 2019                         | "Brown Skin Girl" (com Saint Jhn, Wizkid & Blue Ivy Carter)                   | Best Collaboration Performance                                          | Indicação |
| 2020                         | Beyoncé Knowles                                                               | Best R&B/Soul Female Artist                                             | Indicação |
| 2020                         | "Brown Skin Girl" (com Saint Jhn, Wizkid & Blue Ivy Carter)                   | Video of The Year                                                       | Venceu    |
| 2020                         | "Black Parade"                                                                | Song of The Year                                                        | Indicação |
| 2020                         | "Black Parade"                                                                | The Ashford And Simpson Songwriter's Award                              | Indicação |
| 2020                         | "Already"                                                                     | Best Dance Performance                                                  | Indicação |
| 2020                         | "Playing Games" (Summer Walker com Bryson Tiller) (indicada como compositora) | The Ashford And Simpson Songwriter's Award                              | Indicação |
| 2022                         | Beyoncé Knowles                                                               | Best R&B/Soul Female Artist                                             | Indicação |
| 2022                         | Renaissance                                                                   | Album of the Year                                                       | Venceu    |
| 2022                         | "Break my Soul"                                                               | Song of the Year                                                        | Venceu    |
| 2022                         | "Break my Soul"                                                               | The Ashford and Simpson Songwriter's Award                              | Indicação |
| 2022                         | "Church Girl"                                                                 | The Ashford and Simpson Songwriter's Award                              | Indicação |
| 2022                         | "Make me Say it Again, Girl" (Ronald Isley & The Isley Brothers com Beyoncé)  | Best Colaboration                                                       | Venceu    |
| 2022                         | "Move" (com Grace Jones and Tems))                                            | Best Colaboration                                                       | Indicação |

Originalmente Best R&B/Soul or Rap Music Video era Best Music Video e hoje é chamado Video of the Year. E The Ashford and Simpson Songwriter's Award era Record of the Year.

### Source Hip-Hop Music Awards
O Source Hip-Hop Music Awards é um prêmio para premiar os cantores de R&B e Hip hop.
| Ano  | Nomeação                       | Categoria                         | Resultado |
| ---- | ------------------------------ | --------------------------------- | --------- |
| 2004 | Beyoncé                        | Female R&B Artist of the Year     | Indicação |
| 2004 | "Summertime" (Com: Ghostface)  | R&B/Rap Collaboration of the Year | Indicação |
| 2004 | "Naughty Girl" (Com: Lil' Kim) | Best Female Rap Collaboration     | Indicação |

### T4 Awards
| Ano  | Nomeação | Categoria        | Resultado |
| ---- | -------- | ---------------- | --------- |
| 2009 | Beyoncé  | Greatest Popstar | Venceu    |

### TEC Awards
| Ano  | Nomeação                     | Categoria                         | Resultado |
| ---- | ---------------------------- | --------------------------------- | --------- |
| 2004 | "Crazy in Love" (com: Jay-Z) | Record Production/Single Or Track | Indicado  |
| 2004 | Dangerously in Love"         | Record Production/Album           | Indicado  |

### Teen Choice Awards: Music
O Teen Choice Awards é uma cerimônia anual feita pela FOX, desde 1999. O programa homenageia as maiores realizações do ano nas áreas da música, cinema, desporto e televisão.
| Ano  | Nomeação                           | Categoria                              | Resultado |
| ---- | ---------------------------------- | -------------------------------------- | --------- |
| 2003 | Beyoncé                            | Choice Crossover Artist (Music/Acting) | Indicação |
| 2007 | Beyoncé                            | Choice Music: R&B Artist               | Indicação |
| 2007 | "Irreplaceable"                    | Choice Music: Payback Track            | Indicação |
| 2008 | Beyoncé                            | Choice Music: R&B Artist               | Indicação |
| 2009 | Beyoncé                            | Choice Music: R&B Artist               | Venceu    |
| 2009 | Beyoncé                            | Choice Female Hottie                   | Indicação |
| 2009 | I Am... Sasha Fierce               | Choice Music Album: Female Artist      | Indicação |
| 2009 | "Single Ladies (Put a Ring on It)" | Best R&B Song                          | Venceu    |
| 2009 | "Halo"                             | Best Love Song                         | Indicação |
| 2010 | Beyoncé                            | Choice Music: R&B Artist               | Venceu    |
| 2011 | Beyoncé                            | Choice Summer Music Star: Female       | Indicação |
| 2011 | Run the World (Girls)              | Choice Music: R&B/Hip-Hop Track        | Venceu    |
| 2012 | Beyoncé                            | Choice R&B/Hip-Hop Artist              | Indicado  |
| 2012 | "Love on Top"                      | Choice R&B/Hip-Hop Song                | Indicado  |
| 2013 | Beyoncé                            | Choice R&B Artist                      | Indicado  |
| 2013 | The Mrs. Carter Show World Tour    | Choice Summer Tour                     | Indicado  |

### The Sammy Davis, Jr. Awards
| Ano  | Nomeação | Categoria           | Resultado |
| ---- | -------- | ------------------- | --------- |
| 1989 | Beyoncé  | Female Pop Vocalist | Venceu    |

### UK Festival Awards
Os prêmios "UK Festival" são entregues anualmente, com várias categorias para todos os aspectos de festivais que tiveram lugar no Reino Unido, e uma categoria para festivais europeus. Os prêmios foram estabelecidas pela primeira vez em 2004, e são produzidos por Virtual Festivals.com. Eles são escolhidos pelo público através do site Festival Awards.
| Ano  | Nomeação | Categoria                 | Resultado |
| ---- | -------- | ------------------------- | --------- |
| 2011 | Beyoncé  | Best Headline Performance | Indicação |

### UK Music Video Awards
| Ano  | Nomeação                           | Categoria                | Resultado |
| ---- | ---------------------------------- | ------------------------ | --------- |
| 2009 | "Single Ladies (Put a Ring on It)" | Best Pop Video           | Indicado  |
| 2009 | "Diva"                             | Best International Video | Indicado  |
| 2010 | "Telephone" (Com: Lady Gaga)       | Best International Video | Indicado  |

### Urban Music Awards
O Urban Music Awards é uma cerimonia realizada para homenagiar os cantores de R&B, hip hop, soul e  Dance music.
| Ano  | Nomeação | Categoria   | Resultado |
| ---- | -------- | ----------- | --------- |
| 2009 | "Halo"   | Best Single | Indicação |

### VEVO
| Ano  | Nomeação                           | Categoria         | Resultado |
| ---- | ---------------------------------- | ----------------- | --------- |
| 2011 | "Single Ladies (Put a Ring on It)" | Certified Award   | Venceu    |
| 2011 | "Halo"                             | Certified Award   | Venceu    |
| 2011 | "Run the World (Girls)"            | Certified Award   | Venceu    |
| 2011 | "Telephone" (com: Lady Gaga)       | Certified Award   | Venceu    |
| 2012 | "If I Were a Boy"                  | Certified Award   | Venceu    |
| 2012 | "Best Thing I Never Had"           | Certified Award   | Venceu    |
| 2012 | "Single Ladies (Put a Ring on It)" | Ultimate Vocalist | Venceu    |
| 2013 | "Love on Top"                      | Certified Award   | Venceu    |
| 2013 | "Crazy in Love" (com: Jay Z)       | Certified Award   | Venceu    |

### VH1
Todos os prêmios da VH1 são entregues anualmente pelo próprio canal de televisão.

#### VH1.com
| Ano  | Nomeação | Categoria                       | Resultado |
| ---- | -------- | ------------------------------- | --------- |
| 2012 | Beyoncé  | The Greatest Artist Of The ’00s | Indicado  |

#### VH1 Big in 03
| Ano  | Nomeação | Categoria       | Resultado |
| ---- | -------- | --------------- | --------- |
| 2003 | Beyoncé  | Big Entertainer | Venceu    |

#### VH1 Soul VIBE Award
| Ano  | Nomeação        | Categoria              | Resultado |
| ---- | --------------- | ---------------------- | --------- |
| 2007 | Beyoncé         | VStyle                 | Venceu    |
| 2007 | Beyoncé         | R&B Artist of the Year | Venceu    |
| 2007 | "Irreplaceable" | Song of the Year       | Indicação |
| 2007 | "Get Me Bodied" | Video of the Year      | Indicação |

### Vibe Awards
O Vibe Awards é um prêmio feito pela revista Vibe, para premiar os cantores de R&B e Hip hop.
| Ano  | Nomeação        | Categoria                | Resultado |
| ---- | --------------- | ------------------------ | --------- |
| 2003 | "Crazy in Love" | Coolest Collaboration    | Venceu    |
| 2003 | Beyoncé         | Most Stylish Artist Ever | Venceu    |

### Whudat Music Awards
O Whudat Music Awards é um prêmio para homenagear os cantores de R&B e Hip hop.
| Ano  | Nomeação | Categoria              | Resultado |
| ---- | -------- | ---------------------- | --------- |
| 2004 | Beyoncé  | R&B Artist of the Year | Venceu    |

### World Music Awards
O World Music Awards, fundado em 1989 é uma cerimônia anual, que reconhece artistas da indústria musical, baseados na sua popularidade, vendas mundiais, desde que tais vendas sejam reconhecidas pelas editoras e pela Federação Internacional da Indústria Fonográfica (IFPI).
| Ano  | Nomeação                           | Categoria                            | Resultado |
| ---- | ---------------------------------- | ------------------------------------ | --------- |
| 2006 | Beyoncé                            | World's Best Selling R&B Artist      | Venceu    |
| 2008 | Beyoncé                            | Outstanding Contribution to the Arts | Venceu    |
| 2009 | "Single Ladies (Put A Ring On It)" | Best Song Of The Year                | Indicação |
| 2010 | "Single Ladies (Put A Ring On It)" | World's Best Single                  | Indicação |
| 2010 | Beyoncé                            | World's Best R&B Artist              | Indicação |
| 2010 | Beyoncé                            | World's Best Pop Artist              | Indicação |
| 2012 | Beyoncé                            | World’s Best Entertainer Of The Year | Indicação |
| 2012 | Beyoncé                            | World's Best Female Artist           | Indicação |
| 2012 | "Run the World (Girls)"            | World's Best Video                   | Indicação |

### Xfinity on Demand Awards
| Ano  | Nomeação | Categoria                  | Resultado |
| ---- | -------- | -------------------------- | --------- |
| 2011 | Beyoncé  | Overall Most Viewed Artist | Venceu    |

### Outros prêmios e homenagens
Abaixo estão listados os prêmios e homenagens recebidos por Beyoncé nas cerimonias musicais.
| Ano  | Prêmiação                          | Nomeação                  | Honra                                 |
| ---- | ---------------------------------- | ------------------------- | ------------------------------------- |
| 2007 | American Music Awards              | Beyoncé                   | International Artist Award            |
| 2007 | Glamour Magazine Woman of the Year | Beyoncé                   | International Solo Artist of the Year |
| 2007 | NAACP Image Awards                 | Beyoncé                   | Entertainer of the Year               |
| 2009 | Billboard Music Awards             | Beyoncé                   | Woman of the Year                     |
| 2010 | NRJ Music Awards                   | Beyoncé e Robbie Williams | NRJ Award of Honor                    |
| 2011 | Billboard Music Awards             | Beyoncé                   | Millennnium Award                     |
| 2014 | MTV - Video Music Awards           | Beyoncé                   | Vanguard award                        |
| 2016 | the CFDA Fashion Awards            | Beyoncé                   | Fashion Icon                          |

## Prêmios de televisão
Abaixo estão as nomeações e os prêmios recebidos por Beyoncé nas cerimonias sobre televisão.

### AOL TV Viewer Awards
| Ano  | Nomeação                                                     | Categoria                   | Resultado |
| ---- | ------------------------------------------------------------ | --------------------------- | --------- |
| 2004 | Prince & Beyoncé Knowles (Ao vivo no Grammy Awards pela CBS) | Most Memorable Music Moment | Indicação |

### Emmy Awards
O Emmy Awards é um prêmio dos norte-americano realizado anualmente desde 1949 pela ATAS e NATAS para premiar a excelência nas categorias sobre  televisão do ano.

#### Primetime Emmy Awards
| Ano  | Nomeação                                     | Categoria                | Resultado |
| ---- | -------------------------------------------- | ------------------------ | --------- |
| 2009 | "At Last" (Ao vivo na Posse de Barack Obama) | Breakthrough Performance | Indicação |

### NAACP Image Awards: Television
O NAACP Image Awards é um prêmio dos norte-americano realizado anualmente desde 1970 pela NAACP para premiar as pessoas negras mais influentes do cinema, televisão e música do ano.
| Ano  | Nomeação                                        | Categoria                               | Resultado |
| ---- | ----------------------------------------------- | --------------------------------------- | --------- |
| 2011 | I Am... World Tour (especial para ABC)          | Outstanding Variety – Series or Special | Indicação |
| 2015 | Beyonce & Jay Z: On The Run (especial para HBO) | Outstanding Variety – Series or Special | Indicado  |

## Prêmios de cosméticos
Abaixo estão as nomeações e os prêmios recebidos por Beyoncé nas cerimonias sobre cosméticos.

### Academia Del Parfume
| Ano  | Nomeação | Categoria                                     | Resultado |
| ---- | -------- | --------------------------------------------- | --------- |
| 2011 | Heat     | Mejor Perfume Femenino Categoría Gran Público | Venceu    |

### Beauty Awards
| Ano  | Nomeação | Categoria          | Resultado |
| ---- | -------- | ------------------ | --------- |
| 2011 | Heat     | Women's Scent Mass | Venceu    |

### Cosmetic Norwegian Award
| Ano  | Nomeação  | Categoria                       | Resultado |
| ---- | --------- | ------------------------------- | --------- |
| 2011 | Heat      | Best Fragrance In The Lifestyle | Venceu    |
| 2012 | Heat Rush | Best Fragrance In The Lifestyle | Indicado  |

### Design of the Times Awards
| Ano  | Nomeação | Categoria  | Resultado |
| ---- | -------- | ---------- | --------- |
| 2011 | Heat     | Gold Award | Venceu    |

### Dutch Drugstore Award
| Ano  | Nomeação | Categoria      | Resultado |
| ---- | -------- | -------------- | --------- |
| 2011 | Heat     | Best Fragrance | Venceu    |

### Excellence In Holography Awards
| Ano  | Nomeação | Categoria                       | Resultado |
| ---- | -------- | ------------------------------- | --------- |
| 2011 | Pulse    | Best Applied Decorative Product | Venceu    |

### FiFi Awards
| Ano  | Nomeação | Categoria                  | Resultado |
| ---- | -------- | -------------------------- | --------- |
| 2011 | Heat     | Media Campaign of The Year | Indicado  |
| 2012 | Pulse    | Fragrance of the Year      | Indicado  |
| 2012 | Pulse    | Packaging of the Year      | Indicado  |
| 2012 | Pulse    | Consumer Choice Award      | Indicado  |

### OMA Awards
| Ano  | Nomeação                | Categoria    | Resultado |
| ---- | ----------------------- | ------------ | --------- |
| 2011 | Beyoncé Counter Display | Bronze Award | Venceu    |

### PopCrush Awards
| Ano  | Nomeação      | Categoria    | Resultado |
| ---- | ------------- | ------------ | --------- |
| 2012 | Midnight Heat | Best Perfume | Indicado  |

## Prêmios de filantropia

### PopCrush Awards: Humanitarian
| Ano  | Nomeação                  | Categoria         | Resultado |
| ---- | ------------------------- | ----------------- | --------- |
| 2011 | Let's Move! Flash Workout | Best Humanitarian | Indicado  |

### VH1 "Do Something!" Awards
| Ano  | Nomeação            | Categoria    | Resultado |
| ---- | ------------------- | ------------ | --------- |
| 2011 | "God Bless the USA" | Charity Song | Indicado  |
| 2012 | Jay-Z & Beyoncé     | Couple       | Indicado  |

## Prêmios de moda e beleza

### Capricho Awards
| Ano  | Nomeação | Categoria   | Resultado |
| ---- | -------- | ----------- | --------- |
| 2010 | Beyoncé  | Diva do Ano | Indicado  |